# Kastriot
Kastriot là một xã trong quận Dibër thuộc hạt Dibër, Albania. Dân số năm 2005 là 8517 người.